# Аверьянова, Валентина Николаевна

Валентина Николаевна Аверьянова (17 февраля 1929, Иркутск — 28 октября 2002, Москва) — российский учёный, доктор геолого-минералогических наук (1971), автор монографии «Детальная характеристика сейсмических очагов Дальнего Востока» (М.: Наука, 1968), изданной во многих странах.
Родилась в Иркутске, девичья фамилия Бичевина.
Окончила физический факультет Иркутского университета (1951) и аспирантуру (1954).
Кандидат физико-математических наук (1954), тема диссертации «Определение основных сейсмических элементов Средней Азии по инструментальным наблюдениям над близкими землетрясениями».
Получила направление на Сахалин. Начальник группы сейсмологии, зав. отделом сейсмологии (1959—1963), старший научный сотрудник Сахалинского филиала АН СССР (с 1955 Сахалинский комплексный НИИ (СахКНИИ)).
Доктор геолого-минералогических наук (1971), тема диссертации «Глубинная сейсмотектоника района островных дуг на северо-западе Тихого океана».
В 1971—2002 старший научный сотрудник Производственного и научно-исследовательского института по инженерным изысканиям в строительстве («ПНИИИС») (Москва).

## Публикации
- Аверьянова В. Н. Детальная характеристика сейсмических очагов Дальнего Востока. М.: Наука, 1968. 180 с.
- Seismic Foci in the Far East. by V.N. Aver’yanova. Hardcover: 212 pages. Publisher: I.P.S.T. (March 1973). Language: English ISBN 0706512782 ISBN 978-0706512786
- Seismic Foci In The Far East (Translated From Russian) V N Aver’yanova. Editorial: Issued by Mersey Docks and Harbour Board, Jerusalem (1973)
- AVER’YANOVA (V. N.) — 1973 — Seismic foci in the far East. Acad. Sci. U.S.S.R., Sibirian Div., Sakhalin complex. Sci. Res. Inst. Transl. f;om. Russian bv N. Kaner. Israel propram for Scientific. Translations. 207 p.
- Энергетически-спектральный метод оценки сейсмической опасности / В. Н. Аверьянова; Отв. ред. А. В. Николаев. — М. : Наука, 1985. — 192 с. : ил.; 22 см.
- Глубинная сейсмотектоника островных дуг [Текст] : Северо-запад Тихого океана / [Предисл. чл.-кор. АН СССР Ю. В. Ризниченко] ; АН СССР. Дальневост. науч. центр. Сахалин. комплексный науч.-исслед. ин-т. — Москва : Наука, 1975. — 219 с.; 3 л. черт., карт. : черт., карт.; 26 см.
- Мезо-кайнозойская история и строение земной коры Охот ского региона / М. С. Марков, В. Н. Аверьянова, И. П. Карташов, И. А. Соловьёва, А. С. Шуваев; Отв. ред. Н. А. Штрейс. 1967. 224 с, ил., табл., 3 л . схем., карт. Библиогр.: с. 215—222
- Рекомендации по изучению разрывных и складчатых тектонических структур для сейсмического микрорайонирования. /Аверьянова В. Н., Алёшин А. С., Бархатов И. И., Баулин Ю. И., Несмеянов С. А. и др./. М.: Изд-во ПНИИИС Госстроя СССР (ПЭМ ВНИИИС Госстроя СССР) 1980. 33 с.
- Рекомендации по изучению разрывных и складчатых структур для сейсмического микрорайонирования. Разработано ПНИИИС Госстроя СССР /В. Н. Аверьянова, А. С. Алёшин, И. И. Бархатов, Ю. И. Баулин, Б. А. Матушкин, С. А. Несмеянов, В. В. Севастьянов, Г. А. Шмидт/. М.: Стройиздат. 1984. 21 с.
- Аверьянова В. Н., Баулин Ю. И., Кофф Г. Л., Лутиков А. И., Миндель И. Г., Несмеянов С. А., Севостьянов В. В. Комплексная оценка сейсмической опасности территории г. Грозного. М., 1996. 107 с.